# 林咏然
林咏然（1959年1月28日—）為民主黨主要成員，於1994年至2007年間任香港西貢區議會（景林）區議員、為民主動力執行委員、將軍澳民生關注組成員、香港人權監察成員。曾任區域市政局議員(1993-1999年)、港同盟中央委員、民主黨中央委員、前線執行委員。林亦曾為新民主同盟成員，但最後並沒有隨其徒弟范國威退出民主黨。
於2007年區議會選舉，林咏然被民建聯祈麗媚以近6百票之差擊敗；2011年區議會選舉，林成功以2,687的高票重返議會。在2012年香港立法會選舉中，林咏然與劉慧卿、柯耀林、林少忠合組名單參選，並於名單中排第四名，最終該名單只有排名第一的劉慧卿當選。
| 前任： 首任   | 西貢區議會景林選區 1995年—2007年   | 繼任： 祈麗媚 |
| 前任： 祈麗媚 | 西貢區議會景林選區 2012年—2015年   | 繼任： 溫啟明 |
| 前任： 梁錦濠 | 區域市政局西貢選區 1993年—1995年   | 繼任： 末任   |
| 前任： 首任   | 區域市政局將軍澳選區 1995年—1999年 | 繼任： 末任   |